# Jacob Rothschild, 4. Baron Rothschild

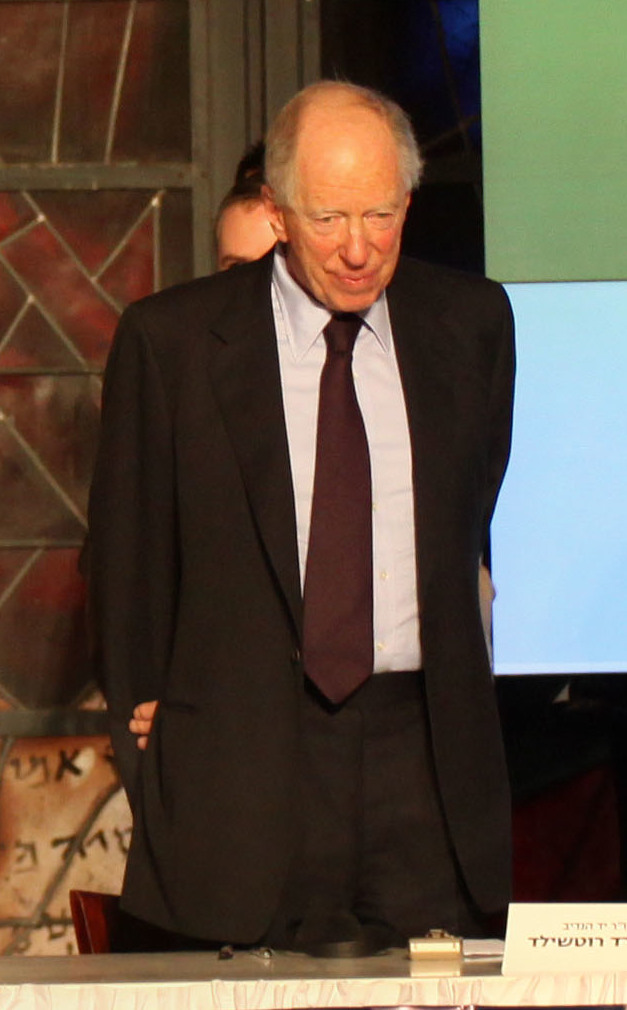
Jacob Rothschild, 2008

Nathaniel Charles Jacob Rothschild, 4. Baron Rothschild OM, GBE, CVO (* 29. April 1936 in Berkshire; † 26. Februar 2024) war ein britischer Investmentbanker und Mitglied der bekannten Bankiers-Familie Rothschild. Er war auch Ehrenpräsident des Institute for Jewish Policy Research.

## Leben
Jacob war der älteste Sohn von Victor Rothschild, 3. Baron Rothschild, und dessen erster Frau Barbara Judith Rothschild (geb. Hutchinson). Jacob Rothschild absolvierte das Eton College und studierte dann am Christ Church College, wo er einen Abschluss in Geschichte machte, tutoriert von Hugh Trevor-Roper.
Ab 1963 arbeitete Rothschild für N M Rothschild & Sons, die Bank der Familie in London, bis er 1980 zurücktrat: Sein Vater hatte sich entschlossen, eine akademische Karriere zu verfolgen, und die Leitung der Bank seinem Cousin Sir Evelyn de Rothschild überlassen. Jacob verkaufte seinen Anteil an der Bank, übernahm jedoch die Kontrolle des Rothschild Investment Trust (heute RIT Capital Partners PLC), eines an der London Stock Exchange gelisteten Investmenttrusts.
Gemeinsam mit Sir Mark Weinberg gründete Jacob Rothschild 1991 die J. Rothschild Assurance Group (heute St. James’s Place (Investmentgesellschaft)).
Jacob Rothschild war auch Ratsmitglied für das Herzogtum Cornwall und bis 2008 Mitglied des internationalen Beirats der Blackstone Group.
Vom November 2003 bis 2008 war er stellvertretender Chef von BSkyB Television und leitete bis 2008 die US-Beteiligungsgesellschaft RHJ International.
Jacob Rothschild war an der Genie Energy Ltd. beteiligt, die 2013 das Recht bekam, in den derzeit von Israel annektierten Golanhöhen nach Öl zu suchen. Am 7. Oktober 2015 gab Genie Energy bekannt, durch Probebohrungen ein großes Ölvorkommen gefunden zu haben. Zu weiteren Investoren gehörten der ehemalige Vizepräsident der Vereinigten Staaten Dick Cheney, Hedgefondsmanager Michael Steinhardt, Medienunternehmer Rupert Murdoch, James Woolsey, ehemaliger Direktor der CIA, ehemaliger US-Finanzminister Lawrence Summers und Bill Richardson.
1998 wurde er Ehrenmitglied (Honorary Fellow) der British Academy. 2017 wurde er als auswärtiges Ehrenmitglied in die American Academy of Arts and Sciences gewählt.

## Mäzen
Rothschild trat im Vereinigten Königreich vielfältig als Mäzen auf, insbesondere im Bereich der Kunst.
Von 1985 bis 1991 war er Chairman of Trustees der National Gallery und engagierte sich auch persönlich für die Restaurierung von Somerset House. 1988 erbte Rothschild von seiner Tante Dorothy de Rothschild größere Ländereien in Buckinghamshire. Hieraus entstand eine besondere Beziehung zum darauf gelegenen Waddesdon Manor, das lange im Besitz der Familie Rothschild gewesen war. Er unterstützte die Renovierung des Anwesens mit größeren Spenden.
Zusammen mit John Sainsbury, Baron Sainsbury of Preston Candover, gründete Rothschild eine Vereinigung zur Förderung der Ausgrabungen und Erhaltung der antiken Ruinenstadt Butrint im heutigen Albanien, deren Vorsitzender er lange war. Die Ausgrabungsstätte liegt in der Nähe seines bevorzugten Urlaubsziels Korfu.

## Privatleben
Rothschild heiratete 1961 Serena Mary Dunn, eine Enkelin des kanadischen Financiers Sir James Dunn, und bekam mit ihr vier Kinder:
- Hon. Hannah Mary Rothschild (* 1962), ⚭ William Brookfield (* 1959). Sie haben drei Kinder:
  - Nell Tomoka Brookfield (* 1994),
  - Clemency Ruth Brookfield (* 1997) und
  - Mary Esther Rose Brookfield (* 1998).[12]
- Hon. Beth Matilda Rothschild (* 1964), ⚭ Antonio Tomassini (* 1959). Sie haben drei Kinder:
  - Jacob Ferdinando Fulvio Tomassini (* 1992),
  - Edoardo Philip James Tomassini (* 1994) und
  - Tess Anna Jude Tomassini (* 1996).[12]
- Hon. Emily „Emmy“ Magda Rothschild (* 1967), ⚭ Julian David Warren Freeman-Attwood (* 1953). Sie haben zwei Kinder:
  - Ivy Antarctica Freeman-Attwood (* 1999) und
  - Lily Tibet Freeman-Attwood (* 2002).[12]
- Nathaniel Philip Rothschild, 5. Baron Rothschild (* 1971),[12] ⚭ (1) 1995–1997 Annabelle Neilson († 2018), ⚭ (2) Loretta Basey.

## Mitgliedschaft im House of Lords
1990 erbte er beim Tod seines Vaters dessen britische Adelstitel als 4. Baron Rothschild und 5. Baronet, of Grosvenor-place. Mit dem Baronstitel war ein Sitz im House of Lords verbunden, den er als Crossbencher innehatte, bis im November 1999 mit Inkrafttreten des House of Lords Act 1999 die Erblichkeit von Parlamentssitzen abgeschafft wurde.

## Orden und Ehrenzeichen
Im Rahmen der New Year Honours 1998 wurde er als Knight Grand Cross des Order of the British Empire, im November 2002 als Mitglied des Order of Merit und im Rahmen der New Year Honours 2020 als Commander des Royal Victorian Order ausgezeichnet.